# Monaco i olympiska vinterspelen 2010
Monaco deltog i Olympiska spelen 2010 i Vancouver, British Columbia, Kanada.

## Alpin skidåkning
| Tävlande          | Gren                 | Tid     | Placering |
| ----------------- | -------------------- | ------- | --------- |
| Alexandra Coletti | Damernas störtlopp   | 1.48,92 | 24        |
| Alexandra Coletti | Damernas super-G     | 1.24,56 | 25        |
| Alexandra Coletti | Damernas storslalom  | DNF     | –         |
| Alexandra Coletti | Damernas kombination | 2.13,81 | 19        |

## Bob
| Tävlande                                                         | Gren             | Final | Final | Final | Final | Final   | Final     |
| Tävlande                                                         | Gren             | Åk 1  | Åk 2  | Åk 3  | Åk 4  | Total   | Placering |
| ---------------------------------------------------------------- | ---------------- | ----- | ----- | ----- | ----- | ------- | --------- |
| Sebastian Gattuso Patrice Servelle                               | Herrarnas tvåman | 52,96 | 52,61 | 52,71 | 52,66 | 3.30,84 | 19        |
| Sebastian Gattuso Patrice Servelle Jeremy Bottin Anthony Rinaldi | Herrarnas fyrman |       |       |       |       |         |           |